# Marthana
Marthana is een geslacht van hooiwagens uit de familie Sclerosomatidae.
De wetenschappelijke naam Marthana is voor het eerst geldig gepubliceerd in 1891 door Tord Tamerlan Teodor Thorell. 

## Soorten
Marthana omvat de volgende 24 soorten:
- Marthana affinis
- Marthana aurata
- Marthana bakeri
- Marthana balabacana
- Marthana beharensis
- Marthana birmanica
- Marthana cerata
- Marthana columnaris
- Marthana cornifer
- Marthana cuspidata
- Marthana ferruginea
- Marthana furcata
- Marthana fusca
- Marthana idjena
- Marthana moluccana
- Marthana negrosensis
- Marthana nigerrima
- Marthana niveata
- Marthana perspicillata
- Marthana sarasinorum
- Marthana scripta
- Marthana siamensis
- Marthana turrita
- Marthana vestita